# Give Me Your Soul... Please
Give Me Your Soul.. Please – dwunasty studyjny album grupy King Diamond, wydany 26 czerwca 2007 roku. Okładka jak i fabuła jest inspirowana obrazem "My Mother's Eyes". Czarny kot występujący na albumie jest bazowany na kocie Kinga o imieniu Magic. Jest to także ostatni album na którym można usłyszeć basistę, Hala Patino. Został on "wyrzucony" z zespołu w 2014.
Pomiędzy lipcem a sierpniem w angielskim wydaniu magazynu o muzyce metalowej Zero Tolerance, King opowiadał o fabule albumu, będącą historią dwóch martwych dzieci, zabitych przez ojca, utożsamiając historię z albumu do nich. Mówił także o tym, że przypadki zabijania własnych dzieci przez rodziców miały ogromny wpływ na te fabułę, cytując chociażby przypadek w Dallas, który zdarzył się cztery dni przed wywiadem. Przypadkowo, premiera teledysku do "Give Me Your Soul" miała miejsce dzień po szeroko rozpowszechnionym podwójnym zabójstwie i samobójstwie Chrisa Bemoita.

## Fabuła
Na samym początku siostra i brat czekają na osąd w życiu po śmierci. Brat idzie do piekła, więc siostra decyduje się znaleźć inną duszę dla niego, aby mógł pójść za nią do nieba ("The Dead"). Idzie ona do domu Kinga Diamonda, w którym mieszka razem z czarnym kotem Magic. Dom znajdował się na "Nieskończonej Górze" ("Neverending Hill"). Dziewczynka próbuje się z nim skontaktować i prosić o pomoc, jednakże udaje jej się tylko go przestraszyć ("Is Anybody Here?" i "Black of Night"). Ściemnia się coraz bardziej, rzeczy ruszają się same, a światła gasną i zapalają się z powrotem ('Shapes of Black") oraz temperatura spada do strasznie niskiego poziomu ("Cold as Ice"). Zaczynają nawiedzać Kinga także duchy, które mają tylko głowy ("The Floating Head"). Diamond postanawia użyć czarnej magii, aby skontaktować się z dziewczynką ("The Cellar" i "Pictures In Red"). Wyjawia ona, że jej ojciec porąbał jej brata siekierą, plamiąc krwią dziewczynę, następnie przed strzeleniem sobie w głowę udusił ją. "Trzynastu sędziów" błędnie ocenili brata myśląc, że popełnił samobójstwo, więc potrzebuje duszy wolnej od grzechu dla niego. ("Give Me Your Soul"). Chce wziąć duszę Kinga, jednakże odnajduje, że jest ona pełna grzechu tylko na niego patrząc. Diamond błaga ją, aby odeszła i znalazła inna duszę przed brzaskiem ("The Girl in the Bloody Dress"). Dziewczynka decyduje się odwiedzić "TEN dom" (sugerując przyjście do domu słuchacza)("Moving On").

## Lista utworów
1. The Dead (Diamond) - 1:56
2. Never Ending Hill (LaRocque) - 4:36
3. Is Anybody Here? (Diamond) - 4:12
4. Black Of Night (LaRocque) - 4:00
5. Mirror Mirror (Diamond) - 4:59
6. The Cellar (LaRocque) - 4:30
7. Pictures in Red (LaRocque) - 1:27
8. Give Me Your Soul (LaRocque) - 5:28
9. The Floating Head (LaRocque) - 4:46
10. Cold as Ice (Diamond) - 4:29
11. Shapes of Black (Diamond) - 4:22
12. The Girl Iin the Bloody Dress (Diamond) - 5:07
13. Moving On (Diamond) - 4:06

Wszystkie teksty utworów zostały napisane przez Kinga Diamonda.

## Twórcy
- King Diamond - śpiew, instrumenty klawiszowe
- Andy LaRocque - gitara, instrumenty klawiszowe
- Mike Wead - gitara
- Hal Patino - gitara basowa
- Matt Thompson - perkusja
- Livia Zita - śpiew

## Odbiór
Utwór "Neverending Hill" został nominowany do nagrody Grammy w 2008 roku za Najlepsze Metalowe Wykonanie, ale przegrało z "Final Six" Slayer'a.
| Lista                    | Kraj              | Pozycja |
| ------------------------ | ----------------- | ------- |
| Billboard 200            | Stany Zjednoczone | 174     |
| Fińska Lista Przebojów   | Finlandia         | 25      |
| Szwedzka Lista Przebojów | Szwecja           | 28      |

Teledysk do "Give Me Your Soul" przedstawia Kinga i resztę członków grupy jako duchy, opowiada on historię pary rodzeństwa, dziewczynki i jej brata, zabitą przez ich ojca. Miał on premierę na MTV Headbangers Ball w środę 27 lutego 2008 roku.